# Torre de TV e de Transmissões de Liaoningue
Torre de TV e de Transmissões de Liaoningue é uma torre de transmissões de rádiodifusão e televisão localizada na cidade de Cheniangue, China. Construída em 1989, tem 305,5 m (1002 pés) e, até julho de 2019, é a 38.ª torre de estrutura independente mais alta do mundo.